# Tolminski Lom
Tolminski Lom – wieś w Słowenii, w gminie Tolmin. W 2018 roku liczyła 78 mieszkańców.